# Stratford High Street (Docklands Light Railway)
Stratford High Street è una stazione della Docklands Light Railway (DLR) a Stratford nella Grande Londra. Si trova sulla diramazione di Stratford International della Docklands Light Railway, aperta il 31 agosto 2011. Il sito era già stato una stazione dal 1847 al 1957, conosciuta come Stratford Bridge e poi Stratford Market.

## Storia
La prima stazione sul sito venne aperta come "Stratford Bridge" il 14 giugno 1847 sulla Eastern Counties and Thames Junction Railway (ECR) tra Stratford e Canning Town. Dagli anni 1860 la linea dell'East Anglia ebbe dei seri problemi economici, e affittò il tracciato a ECR, la quale pensava di fondere le aziende ma non ottenne le autorizzazioni governative fino al 1862, quando venne costituita la Great Eastern Railway (GER). Così Stratford Bridge una stazione GER nel 1862.
La stazione serviva il locale mercato di frutta e verdura rinominata Stratford Market il 1º novembre 1880.
La seconda stazione venne a sua volta rinominata due volte: Stratford Market (West Ham) nel 1898, riassumendo il nome di Stratford Market nel 1923.
Dopo diverse altre vicissitudini, la linea chiesa nel 2006 per lavori allo scopo di ospitare i treni della DLR, riaprendo il 31 agosto 2011 come parte dell'estensione per Stratford International.